# Moje Auchan
Moje Auchan – sieć sklepów osiedlowych, prowadzona przez grupę francuskiego koncernu Auchan.
Sieć powstała we wrześniu 2017 roku. Pierwszy sklep otwarto w Warszawie na Bielanach, przy ul. Andersena. Sieć obecnie liczy 8 sklepów (3 w Warszawie, po 2 w Katowicach i Ostrowie Wielkopolskim, 1 w Zielonce). Są "to typowe sklepy osiedlowe o powierzchni od 500 metrów kwadratowych do 1000 metrów kwadratowych, których ambicją jest oferowanie klientom nowego i innowacyjnego podejścia do zakupów."
W Warszawie i okolicach w sklepach Moje Auchan można odebrać zamówienia ze sklepu internetowego Zakupy Online.